# Science fiction-deckare
Science fiction-deckare är en subgenre inom deckaren som blandar gåt-intrigen med science fiction-miljö.
Här förläggs handlingen till en annan tid, på samma sätt som kostymdeckaren, och miljön används för att skapa nya problem för problemlösaren, snarare än som ett sätt att lösa problemen.
Isaac Asimov var den förste att göra science fiction-deckare, men numera är det en större genre, med Edward D. Hoch som största namn.
Alastair Reynolds inkluderade en deckare i sin Revelation Space-trilogi: Chasm City. Sun Diver, den första romanen i David Brins Uplift-serie är bland annat en pusseldeckare.
En kombination av humor och SF-deckare finner man i Douglas Adams "The long dark tea time of the soul" & "Dirk Gently's Holistic Detective Agency".